# وستفيل (إلينوي)
وستفيل (بالإنجليزية: Westville)‏ هي منطقة سكنية تقع في الولايات المتحدة في مقاطعة فيرميليون، إلينوي. يقدر عدد سكانها بـ 2,972 نسمة وترتفع عن سطح البحر 204 متر.

## الموقع الجغرافي
الموقع الجغرافي للمناطق المحيطة بهذه النقطة هو كالتالي: